# Peponidium pervilleanoides
Peponidium pervilleanoides är en måreväxtart som beskrevs av Arenes. Peponidium pervilleanoides ingår i släktet Peponidium och familjen måreväxter. Inga underarter finns listade i Catalogue of Life.